# Irina Levitina
Irina Solomonovna Levitina (nacida el 8 de junio de 1954) es una ex jugadora de ajedrez y bridge soviética y actual estadounidense. En ajedrez, fue candidata al Campeonato Mundial en 1984 y ganó el título de Gran Maestra Femenina . En bridge, ha ganado cinco eventos de campeonato mundial, cuatro femeninos y dos mixtos, incluido jugar en dos equipos femeninos de EE. UU. campeones mundiales.

## Carrera de ajedrez
En 1973 Irina Levitina empató por el 2.º lugar en Menorca (interzonal). En 1974, venció a Valentina Kozlovskaya 6,5-5,5 en Kislovodsk (partido de semifinales). En 1975, perdió ante Nana Alexandria 8-9 en un partido final en Moscú . En 1977, perdió ante Alla Kushnir 3-6 en un partido de cuartos de final en Dortmund .
En 1982, obtuvo el segundo lugar en Tbilisi (interzonal). En 1983, venció a Nona Gaprindashvili 6-4 en Lvov (cuartos de final), y a Alexandria 7,5-6,5 en Dubna (semifinal). En 1984 venció a Lidia Semenova 7-5 en Sochi (final) y se convirtió en aspirante al Campeonato Mundial Femenino. Levitina perdió ante Maia Chiburdanidze 5½-8½ en un partido por el título en Volgogrado 1984.
En 1986, quedó séptima en Malmö (Torneo de Candidatos; ganó Elena Akhmilovskaya ). En 1987, empató por el 2.º en Smederevska Palanka (interzonal). En 1988, empató en el tercer y cuarto lugar en Tsqaltubo (Candidatos). En 1991, empató en el tercer lugar en Subotica (interzonal). En 1992, ocupó el sexto lugar en Shanghái (Candidatos; ganó Susan Polgar ).
Fue campeona femenina soviética cuatro veces: en 1971, 1978 (conjuntamente), 1979 y 1981.
Después de su emigración en 1990 a los Estados Unidos, también ha sido Campeona Femenina de los Estados Unidos en 1991 (conjuntamente), 1992 y 1993 (conjuntamente).
Otorgado los títulos de WIM en 1972 y WGM en 1976.

## Carrera de bridge
Levitina ahora es una jugadora profesional de bridge. Ha ganado 5 títulos de campeona mundial en bridge femenino y muchos títulos a nivel nacional. En algún momento antes de los encuentros europeos y mundiales de 2014 (verano y octubre), Levitina ocupó el puesto 15 entre 73 Grandes Maestras Mundiales por puntos maestros mundiales (MP). 
En 1986, Levitina ganó el premio Alpwater a la mano mejor jugada del año por una jugadora, convirtiéndose en la primera ciudadana soviética en ganar un premio de bridge.

## Logros del puente

### Premios
- Premio Alpwater 1986

### Victorias
- Copa Venecia (1) 2007
- Olimpiada Mundial Femenina por Equipos (1) 1996
- Copa McConnell (1) 2002
- Parejas Mundiales Femeninas (1) 2006
- Equipos Mixtos Transnacionales (1) 2000
- Campeonatos de Bridge de América del Norte (9)
  - Equipos suizos femeninos (3) 2001, 2005, 2007
  - Equipos femeninos de Board-a-Match (3) 2004, 2006, 2008
  - Equipos eliminatorios femeninos (3) 1993, 1995, 2008
- Campeonatos de Bridge de Estados Unidos (5)
  - Trials femeninos por equipos (5) 1996, 2001, 2005, 2007, 2009

## Juegos de ajedrez destacados
- Nana G Alexandria vs Irina Levitina, Moscú cf (Mujeres) 1975, Defensa Siciliana: Kan, Variante Caballo (B43), 0-1
- Irina Levitina vs Goltsova, Sebastopol 1978, Defensa Siciliana: Vieja Siciliana, General (B30), 1-0